# Гней Помпей
Гней Помпей Великий (лат. Gnaeus Pompeius Magnus; 29 вересня 106 до н. е. — 28 вересня 48 до н. е.) — видатний давньоримський державний діяч і полководець, консул Римської республіки 70, 55 і 52-го років до н. е., командувач лояльними сенату військами в громадянській війні 49-45 років до н. е.
Почав кар'єру, змагаючись на боці Луція Корнелія Сулли в громадянській війні 83-82 років до н. е., успішно командував військами в Італії, Сицилії, Африці та Іспанії. У 70 році до н. е. виступив одним з ініціаторів скасування законів Сулли. У 60-ті роки до н. е. Помпей став одним з найвпливовіших людей в Римі, звільнивши Середземне море від піратів і розширивши римський вплив на сході під час 3-ї Мітрідатової війни.
У 60 році до н. е. Помпей разом з Марком Ліциніем Крассом і Гаєм Юлієм Цезарем організував перший тріумвірат — неформальне об'єднання трьох провідних політиків, робить вирішальний вплив на римську політику протягом декількох років. Розпад тріумвірату і зближення Помпея з сенаторами, налаштованими проти Цезаря, призвели до початку нової громадянської війни. Після поразки у битві при Фарсалі Гней утік до Єгипту, де був вбитий.

## Походження
Помпеї походять з плебейського роду з Піцену, розташованого на північний схід від Риму. Перший відомий представник роду Квінт Помпей був у 141 році консулом. Дід Гнея — Секст Помпей керував у 118 р. до н. е. Македонією, де і помер. Гней Помпей народився у 106 до н. е. Його батько , Гней Помпей Страбон, був відомим полководцем, але політична кар'єра його була дуже невдала. Перебуваючи на службі у Луція Корнелія Сулли, він був природним ворогом Гая Марія, Квінта Серторія, Луція Цінни та інших, але в той же час неохоче став на чолі олігархічного війська перед битвою при лат. porta Collina, так як Оптимати відмовили йому в консульстві на цей рік (87 до н. е.). 
Молодий Помпей почав свою військову діяльність під командою батька. Проте не мав прихильності партій, оскільки по смерті батька, довелося захищатися проти висунутого його батьку звинувачення у розкраданні державних грошей (приховуванні здобичі, взятої при завоюванні Аскула). Проте, завдяки допомозі Марція Філіпа і Квінта Гортензія, він виграв справу перед претором Публієм Антистатієм, який незабаром став його тестем. Тоді ж Помпей вступив на службу до Цінни, але так як ненависть до його батька ще не була забута серед поборників революції, то скоро він змушений був піти у свої помістя. У 83 році, коли Сулла висадився в Італії, Помпей вирішив перейти на його бік і завербував три легіони в Піценському окрузі, де знаходилися його землі і жителі симпатизували до його родини. Розігнавши прихильників Карбона, Помпей рушив назустріч Суллі, по дорозі розбив союзну армію Карріни, Клелія і Брута і взяв багато міст.

## Сходження при Суллі
Сулла з радістю прийняв Помпея і нагородив його. Гней вирушив до Метелли на північ Італії, взяв штурмом Гальську Сену, разом з Крассом проник в Умбрію і при Сполеціі розбив Карріну. Коли справа маріанців загинула і Сулла був проголошений диктатором, Помпей був обсипаний нагородами і особливо відмічений Суллою, який розвів його з Антистією і одружив із своєї племінницею, Емілією, яка була розлучена для цього з її першим чоловіком. У 82 році до н. е. Помпея Сулла відправив із сильним військом і 120 кораблями в Сицилію проти Перпенни, який залишив острів, тоді ж був схоплений і страчений Карбон. Розігнавши залишки революційного війська в Сицилії, Помпей переправився до Африки, рушив проти Доміція Агенобарба і за сорок днів упорався з ним. Сулла послав йому листа з наказом розпустити військо і чекати наступника, але солдати, які полюбили Помпея, мало не підняли бунт. Боячись роздратувати військо і його вождя, Сулла змовчав і навіть привітав Помпея почесним доповненням до прізвища (когноменом) «Великий» (лат. Magnus). У 79 році до н. е. 
Помпей, перший в римській історії, отримав тріумф, не будучи сенатором. По смерті Сулли (79 рік до н. е.) Помпей не приєднався ні до оптиматів, ні до популярів: це було першою ознакою його громадянської безпринципності. Природа наділила його військовими здібностями, фізичною силою, енергією, витримкою, хоробрістю, але загалом він був пересічним римлянином. Був сором'язливий, незграбний, нерішучий, малоосвічений, великий формаліст. Жорстокістю він не відрізнявся і був гарним сім'янином. Насамперед військова слава, зробила його популярним у середовищі народу.

## Війна з Серторієм та перше консульство
У 77 році до н. е. Помпей був відправлений проти Лепіда на північ Італії і осадив Мутіну. Стиснутий Катулом і Помпеєм, Лепід відплив до Сардинії, де й помер. Не розпускаючи армії, з якою воював проти Лепіда, Помпей очікував повноважень для відправлення до Іспанії, на війну проти Серторія; але оскільки ще не займав жодної магістратури, то сенат зволікав з призначенням і поступився лише вимушений необхідністю. Отримавши намісництво у східній Іспанії — в Західній Іспанії у цей час стояв з військом Метелл, — Помпей влітку 77 року до н. е. перейшов Альпи і восени вже стояв на лівому березі річки Ебро. Серторій вирішив не допускати з'єднання супротивників і не пропускати Помпея за Ебро; але Помпей прорвав позицію ворога і при Валенції розбив Геренія. У 75 році до н. е. Метелл рушив у східну Іспанію для з'єднання з Помпеєм; тим часом Серторій двічі розбив Помпея, і лише завдяки Афранію — вперше, Метеллу — вдруге, римляни не програли кампанію. У 74 і 73 роках до н. е. боротьба тривала на річці Ебро з перемінним успіхом і закінчилася в 72 році до н. е. тільки внаслідок смерті Серторія, якого вбили його ж офіцери. У 72 році до н. е. загони інсургентів були розсіяні Помпеєм, Перпенна узятий в полон, після чого більшість іспанських міст відкрили свої ворота Помпею. Іспанська війна не дала Помпею нових лаврів, він грав у ній другорядну роль і не проявив колишньої рішучості та швидкості. Причиною цього було частково недбале ставлення до нього сенату, що не висилав своєчасно грошей і необхідних запасів та спорядження. Повернувшись до Італії, Помпей вирішив порвати з сенатською партією і з'єднатися з демократами, яким обіцяв, у разі досягнення консульства, провести закони в демократичному дусі, з метою повалення конституції Сулли.

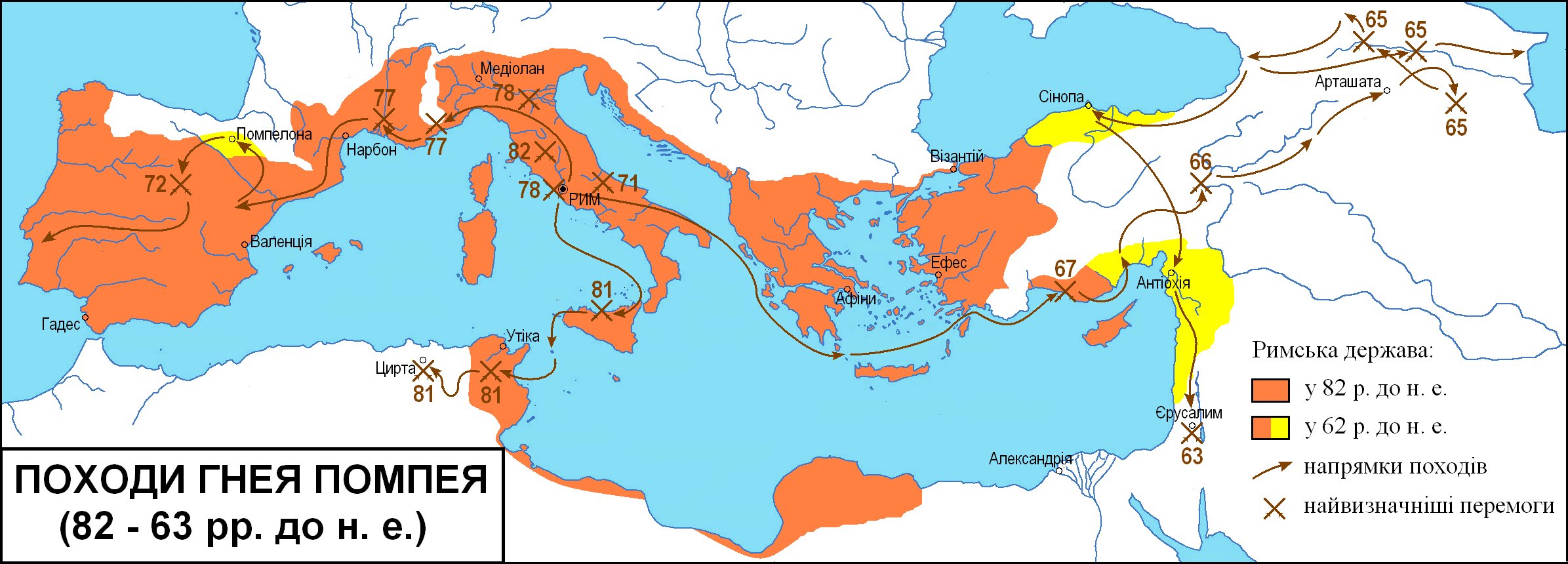

Підійшовши з військом до Риму, він зажадав собі консульства на 70 рік до н. е. і тріумфу, а солдатам — ділянок; претендентом на друге місце консула виступив Красс. За деякими відомостями, Помпей раніше не обіймав ні посади претора, ні посади квестора, тобто не пройшов cursus honorum. Вибори закінчилися перемогою Помпея; народні трибуни були відновлені у своїх правах, вершники отримали однакову з сенаторами право участі в судах, цензурі повернута колишня влада. У руках Помпея було покірне військо, настрій народу був сприятливий, супротивники мовчали, та він не наважився на рішучий крок і, досягнувши найближчої мети, розпустив військо.

## Війна з піратами та III Мітрідатова війна
Після завершення консульства Помпей жив приватним чином до 67 року до н. е., коли були прийняті два закони його прихильника Габінія: один — про відкликання Лукулла з Азії, де велася війна з Мітрідатом, другий — про призначення головнокомандувача для звільнення моря від піратів. Погляди всіх звернулися на Помпея, для якого, власне, і був запропонований згаданий закон. Головнокомандувачу в майбутній війні давали на 3 роки владу над усім Середземним морем і береговою смугою по всій його окружності на 70 стадій в глибину, йому надавалося право запросити 15 полководців як преторів і 2 полководців як квесторів й робити необмежений набір війська, він міг розпоряджатися коштами столичної та провінційної кас і отримував одноразово 144 мільйони сестерціїв. Незважаючи на сильну протидію оптиматів (Пізона, Катулл), обрання Помпея відбулось через схвалення народних зборів; йому було навіть дозволено збільшити озброєння і замість 15 преторів дано в розпорядження 24.
Навесні 67 року до н. е. Помпей, з військом, яке складалося з 120000 піхоти і 5000 вершників, і з 500 кораблями вийшов в море, попередньо розділивши його на 13 округів і довіривши кожен окремому легату, він вирішив насамперед очистити від піратів Сицилійські і Африканські води, що йому вдалося зробити в 40 днів. Потім з 60 найкращими кораблями він вирушив до Кілікії — головного гнізда піратів, взяв Антікраг, Краг, розорив становища і замки піратів, захопив близько 400 кораблів, винищив до 10000 чоловік і швидко закінчив війну в східній частині середземномор'я. З літа 67 року до н. е. торгівля і життя знову потекли звичайним шляхом. Тим часом, внаслідок першого закону Габінія Лукулл був відкликаний з Малої Азії і на місце його відправлений Глабріон; але саме до того часу Помпей покінчив з піратами і чекав повноважень для війни з Мітрідатом. Один із його прихильників, трибун Гай Манілій, вніс до народних зборів пропозицію про призначення Помпея намісником у Віфінії та Кілікії й про покладання на нього війни проти Тиграна II і Мітрідата VI, із збереженням за ним колишніх повноважень. Новий закон був прийнятий народом з вражаючою одностайністю. Ніколи ще в Римі така величезна влада не зосереджувалася в руках однієї людини. Помпей уклав союз з парфянами, відступивши Фраату Месопотамію, і влаштував розрив Мітрідата VI з Тиграном II. Крім союзників, у Помпея було до 50000 війська. У 64 році до н. е. Помпей з'явився в Понт і став брати міста один за одним. Мітрідат VI, ухиляючись від битви, відступав все далі на схід, але римляни знайшли його при Нікополі і розбили вщент. Це була остання битва, в якій брав участь Мітрідат VI. З залишками прибічників він втік до Синора, а звідти пішов до Тиграна ІІ, але, дізнавшись, що останній призначив за його голову 100 талантів срібла, вирішив шукати допомоги у сина, на півночі Чорного моря. Тим часом Помпей зайняв Вірменію і продиктував Тигранові ІІ умови миру, за яким до римлян відійшли Фінікія, Каппадокія, Сирія, Кілікія, Софена і Кордуена. У 66 році до н. е. вся Азія на захід від Євфрату була в руках римлян. У 65 році до н. е. Помпей пройшов переможно по південному Кавказу і упокорив повсталі племена альбанців та іберійців; потім він повернувся до Понту і оволодів іншими містами, які ще залишалися вірними Мітрідату VI. Коли, у 63 році до н. е., помер Мітрідат VI, результат війни міг вважатися остаточним. Помпею залишалося закріпити за собою зроблені завоювання, особливо на віддалених околицях, і організувати придбані області. Знову були відновлені провінції Віфінія і Понт, Кілікія (з Памфілії і Ісавру) і Сирія (з Фінікією і Палестиною). У 61 році до н. е. відбувся тріумфальний в'їзд Помпея до столиці, під час якого за його колісницею йшли діти парфянського, арменійского і понтійського царів. Йому були надані нечувані почесті та, між іншим, надано право носити лавровий вінок і тріумфальний одяг. Проте, і цього разу Помпей не осмілився захопити владу і розпустив легіони. З цього часу становище його в Римі стало хитким; жодна партія не хотіла визнати його своїм. Йому відмовили в консульстві на наступний рік і не виконали обіцянки дати наділи його ветеранам.

## Тріумвірат

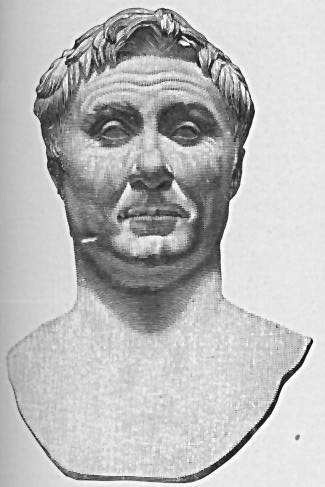
Гней Помпей Великий. Бюст у Карлсберґ Ґліпотеці, Копенгаґен.

У цей час на допомогу йому з'явився Гай Юлій Цезар, який, озброївшись проти сенатської партії, шукав підтримки Помпея, що все ще користувався впливом у народі, а також Красс, який з їхньою допомогою виставив свою кандидатуру на консульство. Тріумвірат, за рахунком перший, був створений 60 року до н. е., а 59 року до н. е. Цезар став консулом. У тому ж році були проведені закони, якими затверджувалися зроблені Помпеєм на сході розпорядження і призначалися його ветеранам земельні ділянки в Кампанії. Завдяки війську, яке було в розпорядженні тріумвіров, пошануванню народної маси та підтримці ветеранів, яким були полегшені їх відкупні контракти, сенатська партія зазнала поразки і влада перейшла в руки тріумвіров. Тоді ж, для скріплення союзу, Цезар віддав свою єдину дочку заміж за Помпея.

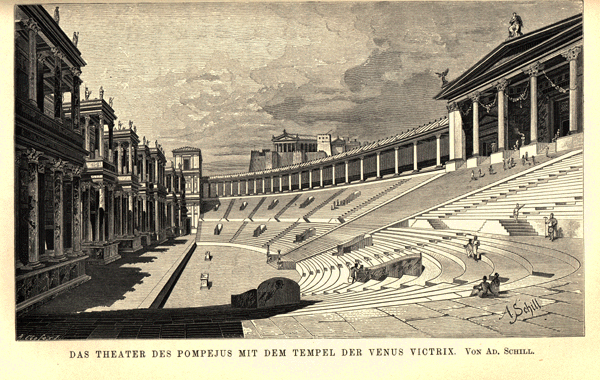
Театр Помпея (Реконструкція)

Коли Цезар відбув до Галії у 58 році до н. е., Помпей, на чолі комісії, зайнявся роздачею земель. Тим часом у Римі почалися заворушення, під керівництвом демагогів, з яких найсміливішим був прихильник Цезаря — Публій Клодій. Сам Помпей невдовзі опинився в числі переслідуваних; Клодій зі своїми зграями не раз нападав на нього і тримав в облозі його будинок. Бездіяльність Помпея в Римі і подвиги Цезаря в Галлії, зробили переворот у громадській думці. Коли Помпей, бажаючи повернути собі колишню владу і силу, запропонував призначити його на 5 років проконсулом для впорядкування хлібного питання, з наданням йому війська і скарбниці. Сенат прийняв цю пропозицію зі значними урізання: Помпею не дали ні скарбниці, ні війська, ні влади. Вже з цього часу Помпей став недружелюбно ставитися до Цезаря, заздрячи його піднесенню і передбачаючи в ньому небезпечного суперника. Тим часом, побоюючись підвищення аристократичної партії, з Катоном на чолі, тріумвіри з'їхалися 56 році до н. е. у Луці. Примиривши Помпея з Клодом, Цезар, якому тепер безперечно належало перше місце в союзі трьох, запропонував такі заходи: Помпею і Крассу бути консулами у 55 році до н. е., після чого Помпей повинен на 5 років вирушити в Іспанію як намісник, а Красс — до Сирії; Цезарю бути намісником Галлії 5 років понад раніше призначеного терміну.
Помпей не вирушив до Іспанії, а залишився в Римі, під приводом турботи про столицю. У 55 році до н. е. Помпей збудував театр, який використовували для засідань сенату. Незгоди між тріумвірами і сенатом особливо загострилися у 54 році до н. е., коли, за допомогою підкупу, в консули були обрані два оптимати. Помпей виставив свою кандидатуру на диктаторську владу для придушення анархії, і, скориставшись заворушеннями, що відбулися з приводу убивства Клодія (52 рік до н. е.), був призначений консулом без товариша. Він провів закони про підкупи, про «буйства і про право намісництва в провінції» лише після закінчення 5-річного терміну з часу складання магістратури. Тим часом все більше відчувалась близькість розриву Помпея з Цезарем, особливо з тих пір, як померла дружина Помпея, Юлія (53 рік до н. е.).
У 55 році до н. е. Красса обрали консулом удруге, разом з Помпеєм. Як провінція йому дісталася Сирія, де він передбачав почати війну з парфянами. У 54 році до н. е. Красс переправився через Євфрат і зайняв ряд міст у Месопотамії. Відновивши наступ у 53 році до н. е., Красс зазнав поразки при Каррі і загинув. Його голову і праву руку доставили у вірменське місто Арташаті. Помпей намагався зблизитися з сенатом, шукаючи в нього підтримки проти противника.

## Розрив з Цезарем

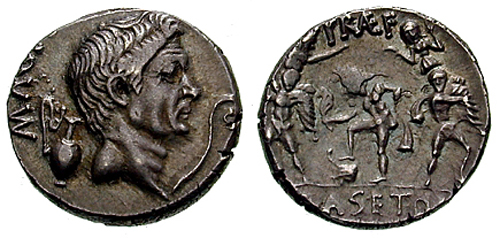
Портрет Помпея на монеті

У 52 році до н. е. Помпей одружився з дочкою Квінта Цецилія Метелла Сципіона — Корнелією, і допустив, щоб на 51 рік до н. е. були обрані в консули два члени сенатської партії. Коли у 50 році до н. е. Цезар зажадав собі консульства, Помпей відкрито повстав проти цієї вимоги, посилаючись на закон, який забороняв з'єднувати магістратуру з промагістратурою, і запропонував Цезарю скласти з себе управління Галлією і розпустити легіони. У відповідь Цезар підкупив Куріона, прихильника оптиматів, та через нього запропонував Помпею розпустити свої війська і відмовитися від намісництва в Іспанії. Помпей не погодився. Куріон запропонував сенату вирішити питання категорично; більшість сенату прийняло пропозицію, яка була схвалена і народом. Оптиматам і Помпею залишалося тільки оголосити війну Цезарю. Помпей одержав повноваження проводити набір до війська. Незважаючи на тактовну і обережну поведінку Цезаря, протилежна партія діяла з необдуманим запалом, ведучи справу до неминучої війни. Коли на початку 49 року до н. е. прийшов лист Цезаря, з пропозицією миру, її було різко відкинуто: Цезарю наказано було до певного терміну розпустити війська, під загрозою вчинити з ним як з ворогом батьківщини. Тоді ж Помпей був призначений головнокомандувачем усіх сухопутних та морських сил, з необмеженою військовою владою і з правом вільно розпоряджатися скарбницею.

## Цезар переходить Рубікон
Цезар прийняв виклик і перейшов Рубікон. Ставши під прапор аристократичної партії, Помпей був цього разу чимось на зразок найманого полководця, а не ватажком партії, що діє на свій страх і здійснює державну ідею. Це уповільнювало його військові приготування, тим часом як Цезар поспішно йшов до Риму, з 5000 піхоти і 300 вершниками. Коли звістка про наближення Цезаря дійшла до сенату, Помпей пішов з військом в Луцерію, потім у Брундізій, звідки переправився з військами в Діррахій. Під командою його зібралося 11 легіонів, 5000 кінноти і флот з 500 кораблів. Завоювавши Іспанії, де стояли помпееві легіони, Цезар взимку 49-48 років до н. е. приступив до переправи війська до Греції. Частина війська переправилася вдало, але легат Помпея Бібул спалив кораблі, на яких повинна була переїхати інша частина; в той же час Помпей тиснув Цезаря при Діррахіі. Цезар пішов у Фессалію, куди пішов за ним і Помпей. Невідомо, чим закінчилася б кампанія, якщо б Помпей діяв за власним планом і не був обмеженим втручанням нетерплячих оптиматів, які заохочували його до рішучого кроку. За наполяганням оптиматів, Помпей, в серпні 48 року до н. е., був змушений вступити в битву з Цезарем при Фарсалі; незважаючи на значну перевагу його війська над військом Цезаря, бій було програно.22 тисячі вояків Цезаря подолали 47 тисячну армію Помпея.

## Загибель у Єгипті
Помпей впав духом, покинув військо і вирушив на схід, щоб там шукати допомоги. Прибувши в Лесбос, він взяв на корабель свою дружину Корнелію та молодшого сина Секста і відплив до Кіпру, де був забезпечений грошима, а звідти пішов до Єгипту, в розрахунку на допомогу єгипетського царя, та Потін і Ахіллас, що правили Єгиптом замість малолітнього Птолемея XIIІ, убили Помпея, в надії заслужити цим подяку Цезаря. За легендою, поглянувши на центуріона, що стояв поруч з ним, Помпей сказав: «Але ж ти служив колись під моєю командою». Це були останні слова Помпея. Центуріон лише кивнув головою і встромив йому в спину меч. Прибувши через декілька днів Цезар отримав від царедворців Птолемея голову і перстень ворога. Тіло його, залишене на березі, було поховано солдатами, а голова урочисто спалена Цезарем, і попіл її з почестями поховали.

## Родина
1. Дружина — Антістія
2. Дружина — Емілія
3. Дружина — Муція Терція
Діти:
- Гней Помпей
- Секст Помпей
- Помпея Магна

4. Юлія Цезаріс
5. Корнелія Метелла